# Paul Riant
Pour les articles homonymes, voir Riant.
Paul Riant, né le 7 août 1836 à Paris et mort le 17 décembre 1888 au château de La Vorpillière à Massongex (Suisse), est un historien français et éditeur scientifique spécialiste des croisades.
Il a exercé une grande activité d'éditeur scientifique de sources primaires liées aux croisades et aux États latins d'Orient. Il a créé et présidé la Société de l'Orient latin, ainsi que son journal officiel, la Revue de l'Orient latin, qui, après la mort de leur fondateur, ont continué à publier des sources jusqu'en 1911.
En tant qu'historien, il a beaucoup contribué à l'étude des croisades dans la région scandinave. Interrogé sur les dix plus grands livres sur l'histoire des croisades, le spécialiste contemporain des croisades nordiques Kurt Villads Jensen cite dans sa liste le livre de Riant Expéditions et pèlerinages des Scandinaves en Terre Sainte au temps des Croisades (1865), affirmant que "concernant la participation scandinave aux croisades au Moyen-Orient, le livre de Paul Riant (...) est toujours le plus exhaustif".

## Biographie
Paul Riant est le fils de Didier-Nicolas Riant (1790-1864), conseiller municipal de Paris et conseiller général de la Seine, et de Joséphine Anne Françoise Fayard de Bourdeille (1809-1881). Paul a des demi-frères: Charles et Théodore plus âgés, nés du premier mariage de son père avec Louise Mignon (1795-1833).
Il est issu d'une importante famille parisienne. Il fait ses études au collège jésuite de Vaugirard dans le 15e arrondissement. En 1859, il entreprend un voyage d'étude au Danemark, en Norvège, en Suède et en Finlande, et un second voyage en 1862.
En 1865, il obtient son doctorat en philologie à La Sorbonne avec une thèse sur la participation des Scandinaves aux pèlerinages et aux expéditions en Terre Sainte pendant les croisades, Expéditions et pèlerinages des Scandinaves en Terre Sainte au temps des croisades.
Le 8 mars 1864, sa thèse remarquée vaut à Paul Riant de se voir conférer par le pape Pie IX le titre de comte romain (comes romanus). À partir de cette date, il se fait appeler le comte Paul Riant. Ses armes héraldiques reprennent celles de Jacques Riant, capitaine d'une compagnie de cent hommes des ordonnances sous Louis XII. À son tour après son père, il est membre du Conseil Général de L'Œuvre des Écoles d'Orient, plus connue actuellement sous le nom de L'Œuvre d'Orient, entre 1879 et jusqu’à son décès en 1888. 
En 1875, il crée la Société de l'Orient latin, consacrée à la découverte et à la publication de documents relatifs aux croisades. Il n'en est que le secrétaire-trésorier, mais joue un rôle central dans la conduite de ses travaux : « Riant fut l'âme de cette association. Sous le titre modeste de secrétaire-trésorier, il en dirigeait les travaux, il suppléait aux insuffisances de son budget avec un désintéressement inépuisable. » Riant a financé presque exclusivement la publication des Archives de l’Orient latin (1881 et 1884) et de la Revue de l’Orient latin en douze volumes (parue de 1893 à 1911). Il a également généreusement soutenu le travail d'autres chercheurs tels que le chercheur allemand Reinhold Röhricht. Pour l'œuvre de Röhricht, Bibliotheca geographica Palaestinae, Riant envoie des documents difficiles à obtenir à Berlin. Röhricht dédie ce travail à sa mémoire lors de sa publication en 1890 et écrit l'article commémoratif dans le magazine de l'Association allemande pour la Palestine.
Paul Riant entretient des relations avec d'autres auteurs allemands: il est l'auteur d'une préface pour la traduction française de 1883 du livre de Henrich Hagenmeyer sur Pierre l'Ermite.
En 1880, Paul Riant est nommé membre de l'Académie des Inscriptions et Belles-Lettres. Il y intervient sur des questions d'éditions de sources des croisades.
Il épouse le 8 septembre 1868 Mademoiselle Antoinette Cornuau d'Offémont (1845-1910), fille du baron d'Offémont, petite-fille du baron Denniée (Pair de France) et arrière-petite-fille du baron Gaëtan Mathieu de Faviers (Pair de France).
Il aura quatre enfants: Denis comte Riant, comte Paul Riant, mademoiselle Odette Riant (Baronne Raoul de Graffenried de Villars) et  mademoiselle Bernadette Riant (Comtesse Charles-Louis de Germon).
Pour des raisons de santé, il passe une partie de son temps dans son château de Vorpillière à Massongex en Suisse. En 1882, il en fait sa résidence permanente et y meurt six ans plus tard.
Il est inhumé dans la Basilique de Saint Maurice (en Suisse) et sa femme est inhumée dans le cimetière de l'église de Massongex (en Suisse)
Le lendemain de sa mort, son demi-frère Théodore annonce sa mort dans une lettre à l'Académie des Inscriptions et Belles-Lettres.
Tout au long de sa vie, Paul Riant accumule des livres et des documents, disposant à la fin de sa vie d'une bibliothèque de recherche monumentale de plus de 40 000 volumes En 1899, L. de Germon et L. Poulain dressent un Catalogue de la Bibliothèque de feu Monsieur le comte Riant.

## Œuvre

### En tant qu'historien
- Expéditions et pèlerinages des Scandinaves en Terre sainte au temps des croisades, impression de A. Lainé et J. Havard, Paris, 1865.
- Le changement de direction de la 4e croisade : d'après quelques travaux récents,1878.
- Études sur l'histoire de l'église de Bethléem, en trois volumes, publié à titre posthume, d’après les notes de l’auteur. Premier volume en 1889; second et troisième volumes en 1896.
- Les Possessions de l'église de Bethléem en Gascogne, 1887
- La Part de l'évêque de Bethléem dans le butin de Constantinople en 1204, 1886
- "Un dernier triomphe d'Urbain II", in Revue des questions historiques, juillet 1883, XXXIV, p.247-255
- "Un récit perdu de la première croisade", extrait du Bulletin de la Société nationale des Antiquaires de France, Séance du 19 avril 1882
- "Un prétendu portrait de Ste Brigitte de Suède et de Ste Catherine, sa fille", extrait du Bulletin de la Société nationale des Antiquaires de France, Séance du 19 avril 1882
- "La charte du maïs", in Revue des questions historiques, Librairie de Victor Palmé, Paris, 1877
- "Notes sur les œuvres de Gui de Bazaches", Paris, 1877

### En tant qu'éditeur scientifique
- Exuviae sacrae Constantinopolitanae, deux volumes, impr. Fick à Genève, 1877-1878
- De Haymaro monacho, archi-episcopo Caesariensi et postea Hierosolymitano patriarcha, disquisitionem criticam... proponebat, 1865
- De expugnata Accone liber tetrastichus, L. Perrin, Lyon, 1866
- Inventaire des matériaux rassemblés par les Bénédictins au XVIIIe siècle pour la publication des historiens des Croisades, 1882
- "La Donation de Hugues, marquis de Toscane, au Saint-Sépulcre et les établissements latins de Jérusalem au Xe siècle", 1884
- Inventaire critique des lettres historiques des croisades. I–II: 768–1100, E. Leroux, Paris, 1880 (Archives de l’Orient latin, tome 1 p.1–224)
- Le Martyre de Thiémon de Salzbourg (28 septembre 1102), A. Palmé, Paris, 1886